# Бајерентал
Бајерентал (фр. Baerenthal) насеље је и општина у североисточној Француској у региону Лорена, у департману Мозел која припада префектури Саргемен.
По подацима из 2011. године у општини је живело 774 становника, а густина насељености је износила 19,75 становника/km². Општина се простире на површини од 39,19 km². Налази се на средњој надморској висини од 210 метара (максималној 473 m, а минималној 190 m).

## Демографија
| 1962. | 1968. | 1975. | 1982. | 1990. | 1999. | 2011. |
| ----- | ----- | ----- | ----- | ----- | ----- | ----- |
| 681   | 735   | 754   | 694   | 723   | 702   | 774   |

График промене броја становника у току последњих година